# Камэда (княжество)
Княжество Камэда (яп. 亀田藩 Камэда-хан) — феодальное княжество (хан) в Японии периода Эдо (1623—1871). Камэда-хан располагался в провинции Дэва (современная префектура Акита) на острове Хонсю.
Административный центр хана: Замок Камэда в провинции Дэва (современный город Юрихондзё, префектура Акита).

## История
В период Сэнгоку большая часть провинции Дэва находилась под контролем крупного клана Могами. В 1622 году сёгунат Токугава лишил род Могами их владений, большую часть которых получил род Сатакэ из провинции Хитати, назначенный даймё Кубота-хана.
В период Камакура род Иваки первоначально владел 120 000 коку в районе Хамадори на юго-востоке провинции Муцу. В течение позднего периода Сэнгоку род Иваки имел тесные связи с кланами Датэ из Сендая и Сатакэ из Хитати. Хотя во время битвы при Сэкигахаре в 1600 году клан Иваки перешел на сторону Токугава Иэясу, но из-за семейных связей с Сатакэ Ёсинобу (1570—1633) он отказался совершить нападение на Уэсуги Кагэкацу в Аидзувакамацу и был лишен своих владений.
В 1616 году сёгунат Токугава передал во владение клану Иваки домен с доходом 10 000 коку в провинции Синано (Накамура-хан). В 1623 году Иваки Ёситака получил во владение Камэда-хан (20 000 коку), состоящий из 71 деревни в районе Юки, где его потомки правили в течение 13 поколений до Реставрации Мэйдзи. Отношения между кланами Иваки и Сатакэ оставались по-прежнему сильными, Камэда-хан считался полу-дочерним доменом Кубота-хана. Это привлекло внимание сёгуната Токугава. В 1718 году после смерти Иваки Хидэтаки его преемником стал представитель из рода Датэ.
Согласно переписи 1869 года, в княжестве Камэда проживало 23 894 человека в 4 356 домохозяйствах. Род Иваки сохранил свою главную резиденцию (камиясики) в Эдо (Дайдокоро в районе Коисикаве).
Во время Войны Босин (1868—1869) Камэда-хан оставался в составе Северного союза княжеств, даже после того, как Кубота-хан перешел на сторону императорского правительства Мэйдзи. Несмотря на свои скудные военные ресурсы, Камэда-хан сражался против Синдзё-хана, сторонника императорского правительства, до заключения мирного соглашения.
После победы новое правительство Мэйдзи сократило доходы княжества Камэда до 18 000 коку. В июле 1871 года после административно-политической реформы Камэда был ликвидирован и включен в состав новой префектуры Акита. Иваки Тадакуни, предпоследний даймё Камэда-хана (1861—1869), переехал в Токио. В 1884 году он и его потомки получили титул виконта (сисяку) в новой японской аристократической системе (кадзоку).

## Список даймё
- Род Иваки (тодзама) 1623—1871

| #  | Имя и годы жизни                          | Годы правления | Титул                    | Ранг                    | Кокудара             |
| -- | ----------------------------------------- | -------------- | ------------------------ | ----------------------- | -------------------- |
| 1  | Иваки Ёситака (1609-1672) (яп. 佐竹義隆)  | 1623-1634      | Сюри-но-ками (修理大夫)  | Пятый нижний (従五位下) | 20,000 коку          |
| 2  | Иваки Нобутака (1584-1672) (яп. 岩城宣隆) | 1628-1656      | Тадзима-но-ками (但馬守) | Пятый нижний (従五位下) | 20,000 коку          |
| 3  | Иваки Сигэтака (1628-1708) (яп. 岩城重隆) | 1656-1704      | Иё-но-ками (伊予守)      | Пятый нижний (従五位下) | 20,000 коку          |
| 4  | Иваки Хидэтака (1673-1718) (яп. 岩城秀隆) | 1685-1735      | Иё-но-ками (伊予守)      | Пятый нижний (従五位下) | 20,000 коку          |
| 5  | Иваки Такацугу (1708-1745) (яп. 岩城隆韶) | 1718-1745      | Тадзима-но-ками (但馬守) | Пятый нижний (従五位下) | 20,000 коку          |
| 6  | Иваки Такиёси (1724-1782) (яп. 岩城隆恭)  | 1745-1782      | Иё-но-ками (伊予守)      | Пятый нижний (従五位下) | 20,000 коку          |
| 7  | Иваки Таканори (1765-1817) (яп. 岩城隆恕) | 1782-1817      | Иё-но-ками (伊予守)      | Пятый нижний (従五位下) | 20,000 коку          |
| 8  | Иваки Такахиро (1791-1854) (яп. 岩城隆喜) | 1817-1853      | Иё-но-ками (伊予守)      | Пятый нижний (従五位下) | 20,000 коку          |
| 9  | Иваки Таканага (1837-1855) (яп. 岩城隆永) | 1854-1855      | Тадзима-но-ками (但馬守) | Пятый нижний (従五位下) | 20,000 коку          |
| 10 | Иваки Таканобу (1838-1855) (яп. 岩城隆信) | 1855-1855      | нет                      | Пятый нижний (従五位下) | 20,000 коку          |
| 11 | Иваки Такамаса (1842-1861) (яп. 岩城隆政) | 1855-1861      | Сюри-но-ками (修理大夫)  | Пятый нижний (従五位下) | 20,000 коку          |
| 12 | Иваки Такакуни (1844-1911) (яп. 岩城隆邦) | 1861-1869      | Сакё-но-дайбу (左京大夫) | Пятый нижний (従五位下) | 20,000 коку          |
| 13 | Иваки Такааки (1863-1879) (яп. 岩城隆彰)  | 1869-1871      | виконт                   | Пятый (従五位)          | 20,000 ->18,000 коку |